# Brasil Tennis Cup
Brasil Tennis Cup (Бразильський тенісний кубок) — міжнародний жіночий тенісний турнір, що проходить у Флоріанополісі, Бразилія. Протягом перших двох років проводився на кортах з твердим покриттям. Змагання входять до програми WTA-туру.

## Фінали

### Одиночні
| Рік  | Чемпіонка          | Фіналістка       | Рахунок       |
| ---- | ------------------ | ---------------- | ------------- |
| 2016 | Ірина-Камелія Бегу | Тімеа Бабош      | 2-6, 6-4, 6-3 |
| 2015 | Тельяна Перейра    | Анніка Бек       | 6–4, 4–6, 6–1 |
| 2014 | Клара Закопалова   | Гарбінє Мугуруса | 4–6, 7–5, 6–0 |
| 2013 | Моніка Нікулеску   | Ольга Пучкова    | 6–2, 4–6, 6–4 |

### Парні
| Рік  | Чемпіонки                                       | Фіналістки                                | Рахунок               |
| ---- | ----------------------------------------------- | ----------------------------------------- | --------------------- |
| 2016 | Людмила Кіченок Надія Кіченок                   | Тімеа Бабош Река Лука Яні                 | 6-3, 6-1              |
| 2015 | Анніка Бек Лаура Зігемунд                       | Марія Ірігоєн Паула Каня                  | 6-3, 7-6(7-1)         |
| 2014 | Анабель Медіна Гаррігес(2) Ярослава Шведова (2) | Франческа Ск'явоне Сільвія Солер Еспіноса | 7–6(7–1), 2–6, [10–3] |
| 2013 | Анабель Медіна Гаррігес Ярослава Шведова        | Валерія Савіних Енн Кеотавонг             | 6–0, 6–4              |

## Зовнішні посилання
- Офіційний сайт
- Інформація про турнір на сайті WTA [Архівовано 8 серпня 2016 у Wayback Machine.]